# Ciriaco Lorenzo Tejedor
Ciriaco Lorenzo Tejedor, médico y político español. Licenciado en Medicina y Cirugía. Fue redactor, en 1851, del periódico Anales de medicina homeopática, en Madrid.
El 10 de abril de 1866, Tejedor pronunció ante la Sociedad Hahnemanniana Matritense el discurso De la regeneración física y moral de la especie humana por el triunfo de la homeopatía, en honor del 111.º aniversario del nacimiento de Samuel Hahnemann.
En 1869, en representación de la provincia de Palencia, firmó el Pacto Federal Castellano. 
En 1870,  la revista parisina L' Hahnemannisme: journal de la médicine homoeopathique le rindió homenaje. Estaba en posesión de la Orden de Carlos III.

## Obras
- Contestación a la carta que dirige a los médicos homeópatas (1862), con Joaquín de Hysern y Molleras
- De la regeneración física y moral de la especie humana por el triunfo de la homeopatía (1866)
- Discurso Leído en la Sociedad Hahnemanniana Matritense: El Día 10 de Abril De 1866 (1866)